# Commodore TV Game 2000K/3000H
Il Commodore TV Game 2000K ed il Commodore TV Game 3000H sono console di gioco casalinghe progettate per essere utilizzate con un normale televisore. Appartengono alla prima generazione di console e permettono di giocare a giochi simil-Pong. Vennero prodotte e commercializzata da parte di Commodore International a partire dal 1975.

## Caratteristiche

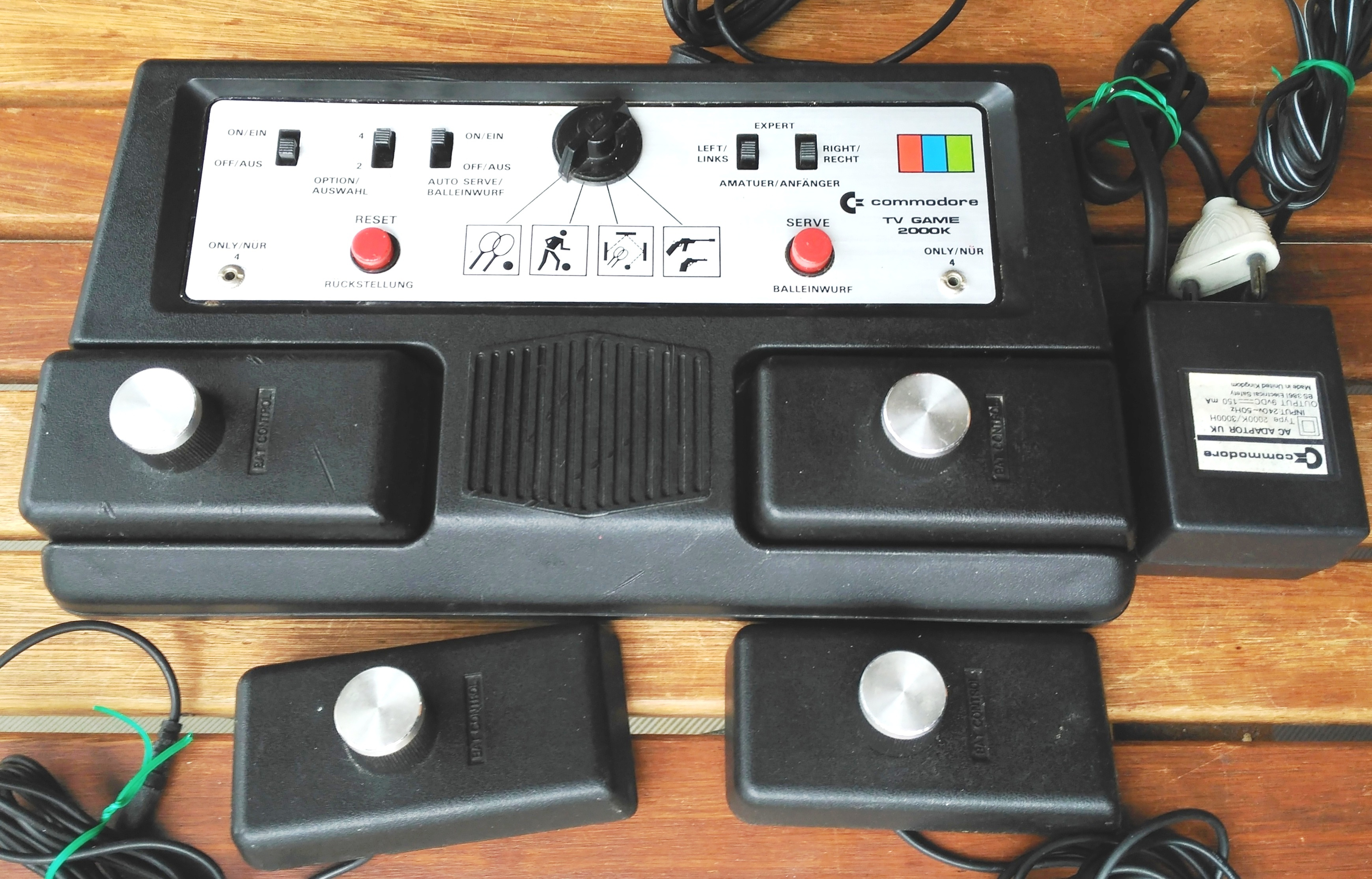
Commodore TV Game 2000K

Anche se esteticamente le due console erano molto diverse, al loro interno erano praticamente la stessa console (usavano lo stesso circuito integrato). Per questo motivo, su entrambe, i giochi disponibili erano i seguenti quattro:
- Gioco di mira (giocabile opzionalmente con la pistola ottica)
- Tennis
- Calcio
- Squash

Tutti i giochi erano giocabili con fino a quattro giocatori contemporaneamente e con diversi livelli di difficoltà. Per selezionare uno dei giochi, nel modello 2000 è necessario ruotare una manopola mentre nel 3000 con uno slider (entrambi presenti sul pannello delle console). I due livelli di difficoltà erano selezionabili o attraverso bottoni o con interruttori a scorrimento.
Il modello 2000 era nero ed aveva fino a quattro paddle di cui due inseribili in appositi alloggiamenti presenti sulla console. Il modello 3000 era invece bianco ed i quattro controller funzionavano grazie ad uno slider, che è considerato un passo indietro per quanto riguarda l'efficienza nella precisione di gioco. Uno dei quattro slider del 3000 era integrato nel corpo della console. Le console potevano essere alimentate o attraverso l'incluso trasformatore oppure con sei pile AA.
Le console furono vendute solo sul mercato europeo. Le didascalie erano o in inglese o in tedesco. Furono quindi progettate supportando il solo standard video PAL. Alcuni dettagli ci danno però oggi evidenza che una versione NTSC, presumibilmente per il mercato USA, fu almeno contemplata se non addirittura realizzata.

## Hardware
Le due console al loro interno erano praticamente uguali. Erano costituite essenzialmente da un unico circuito integrato: il MOS 7600 (NTSC) o MOS 7601 (PAL) variante 001 della MOS Technologies (più tardi rinominata Commodore semiconductor company). Il chip è alla base anche di altre console come il Coleco Telstar Arcade. Questo chip integrava le funzionalità del processore, generazione di grafica e sonoro, ingressi/uscite e una piccola memoria. Oltre a questo chip al suo interno vi erano solo alcuni semplici circuiti integrati standard.